# Beierolpium flavum
Beierolpium flavum är en spindeldjursart som beskrevs av Volker Mahnert 1984. Beierolpium flavum ingår i släktet Beierolpium, och familjen Olpiidae. Inga underarter finns listade.